# اسکار ر. گومز

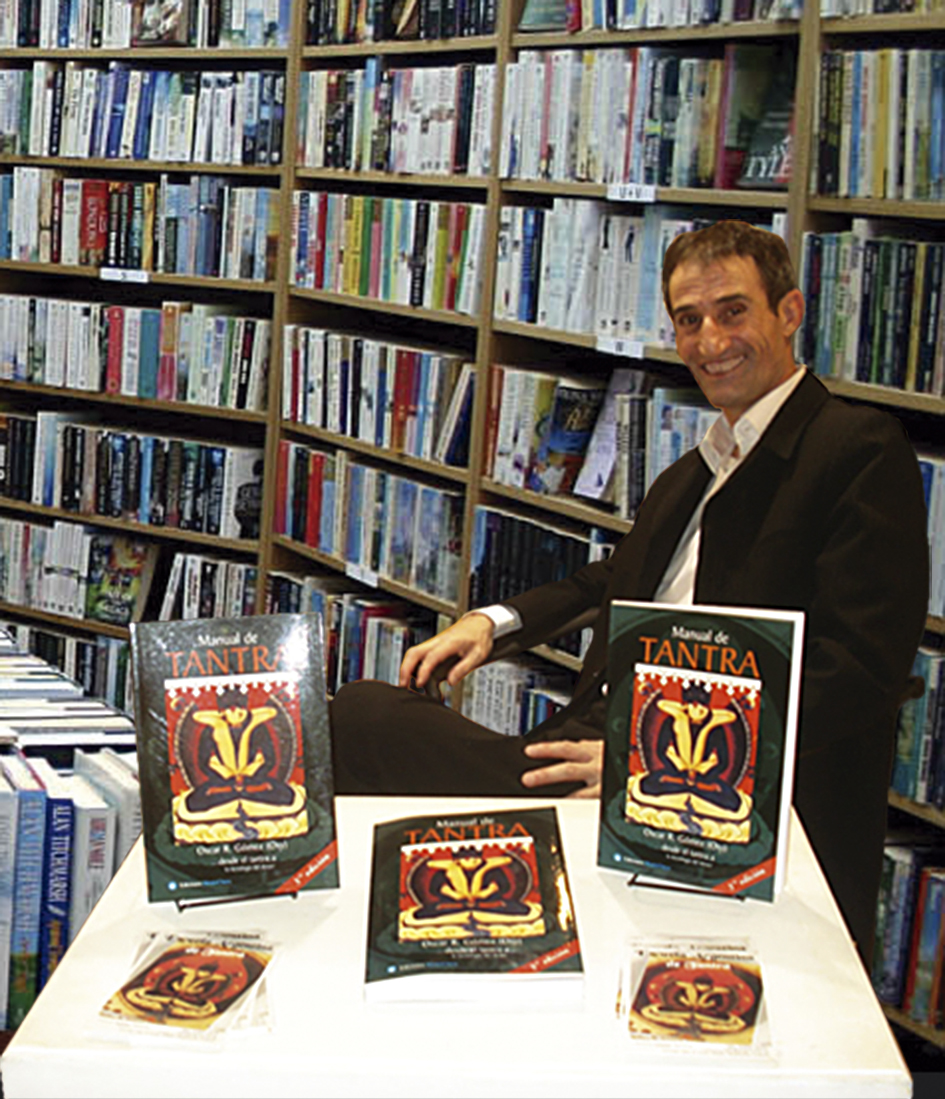
اوسی درحال ارائه یکی از کار های خود

اسکار آر. گومز (اوسی) (متولد ۹ مارس ۱۹۵۶، در پورتو بلگرانو، استان بوینس آیرس) نویسنده، روانکاو و پژوهشگر دانشگاهی آرژانتینی است که به عنوان محققی مشهور شد که بودیسم تبتی را با علوم رسمی غربی مختلط نموده و اولین سازمان مذهبی در آرژانتین را برای مراسم پرستش تانترا توسط کودکان و بزرگسالان بنا کرده.